# Woolwash Waterhole
Das Woolwash Waterhole ist ein See im Norden des australischen Bundesstaates Western Australia. 
Der See liegt im Verlauf des Cunninghame River südlich der Kleinstadt Quanbun.